# 1989 en musique classique
| \| • Retour à la chronologie générale de la musique classique • \| |
| Grèce • Rome • Haut Moyen Âge • VIIIe siècle • IXe siècle • Xe siècle • XIe siècle XIIe siècle • XIIIe siècle • XIVe siècle • XVe siècle • XVIe siècle • XVIIe siècle XVIIIe siècle • XIXe siècle • XXe siècle • XXIe siècle |
| • Retour à la chronologie générale de la musique classique • |

| Années en musique classique : 1986 - 1987 - 1988 - 1989 - 1990 - 1991 - 1992    |
| Décennies en musique classique : 1950 - 1960 - 1970 - 1980 - 1990 - 2000 - 2010 |

## Événements

### Créations
- 21 février : Charlotte Corday, opéra de Lorenzo Ferrero, au Teatro dell'Opera di Roma ;
- 21 mai : Duo pour un pianiste, de Jean-Claude Risset au MIT ;
- 12 juillet : Roméo et Juliette, opéra de Pascal Dusapin, à Montpellier ;
- 27 octobre : New Year, opéra de Michael Tippett, à l'Opéra de Houston ;
- 2 novembre : Itaipu, œuvre symphonique de Philip Glass, à Atlanta.

#### Date indéterminée
- Symphonie no 3 pour orchestre à cordes, de Tobias Picker.
- Concerto pour piano no 2, de Einojuhani Rautavaara
- premier enregistrement de la Symphonie n° 1 en mi majeur de Hans Rott, une composition achevée dans les années 1880.

### Autres
- 1er janvier : concert du nouvel an de l'orchestre philharmonique de Vienne au Musikverein, dirigé par Carlos Kleiber.
- 13 juillet : Inauguration de l'Opéra Bastille à Paris ;
- 11 novembre : la prestation de Mstislav Rostropovitch jouant devant le mur de Berlin devient un symbole international de la chute du mur.

#### Date indéterminée
- Claudio Abbado devient directeur de la Philharmonie de Berlin.
- Jordi Savall crée l'ensemble Le Concert des Nations.
- Fondation de l'Orchestre de chambre de l'Empordà.
- Fondation de l'Orchestre de l'Hermitage.
- Fondation du Quatuor Borromeo.

## Prix
- Alexei Sultanov remporte le Concours international de piano Van-Cliburn.
- Vadim Repin (Russie) remporte le 1er prix de violon du Concours musical international Reine-Élisabeth-de-Belgique.
- Eric Le Sage obtient le 1er prix de piano du Concours international Robert Schumann à Zwickau.
- Luciano Berio reçoit le Prix Ernst-von-Siemens.
- Pierre Boulez reçoit le Praemium Imperiale.
- Gidon Kremer reçoit le Léonie Sonning Music Award.
- Chinary Ung (en) reçoit le Grawemeyer Award pour Inner Voices.

## Naissances

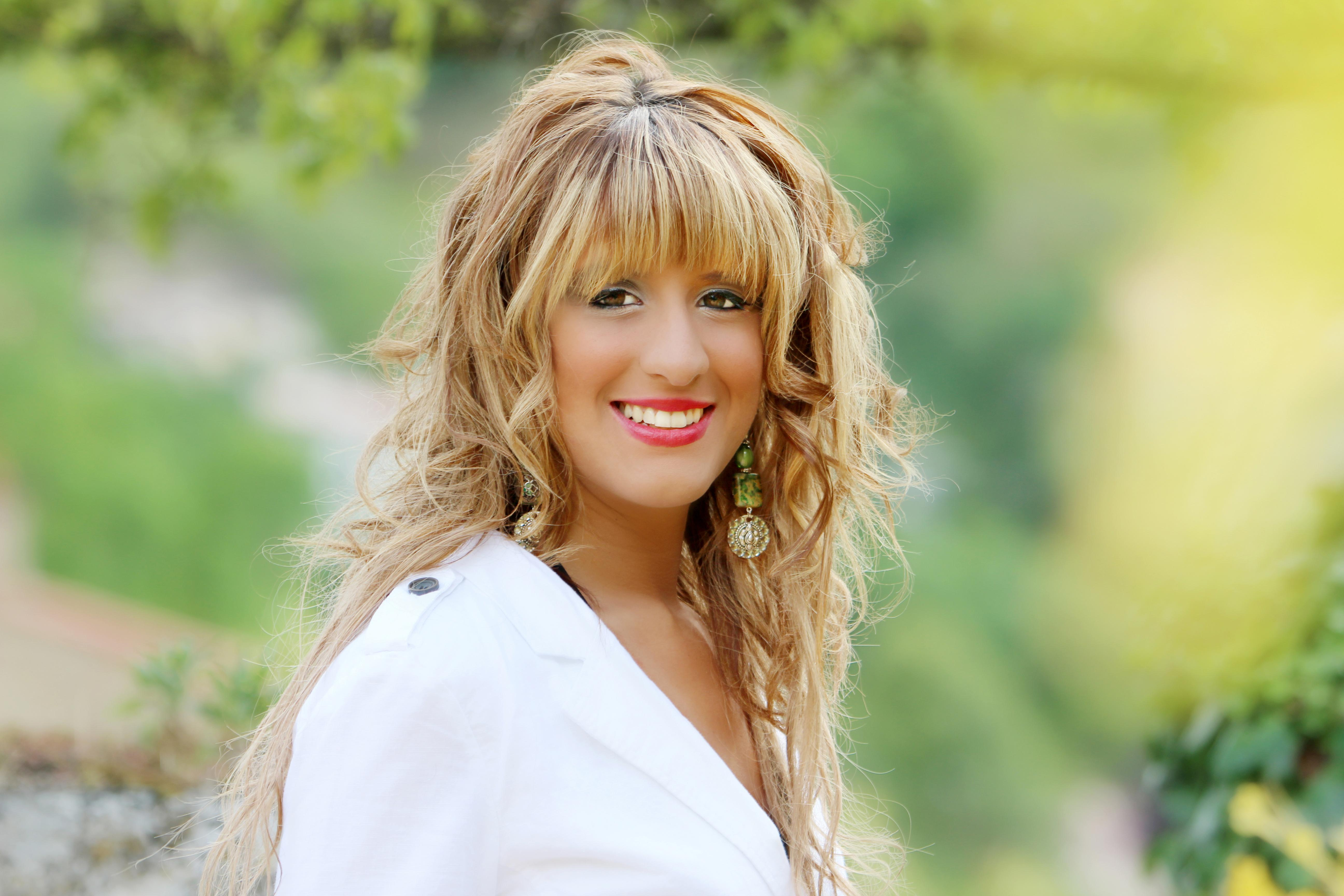
Marina Di Giorno

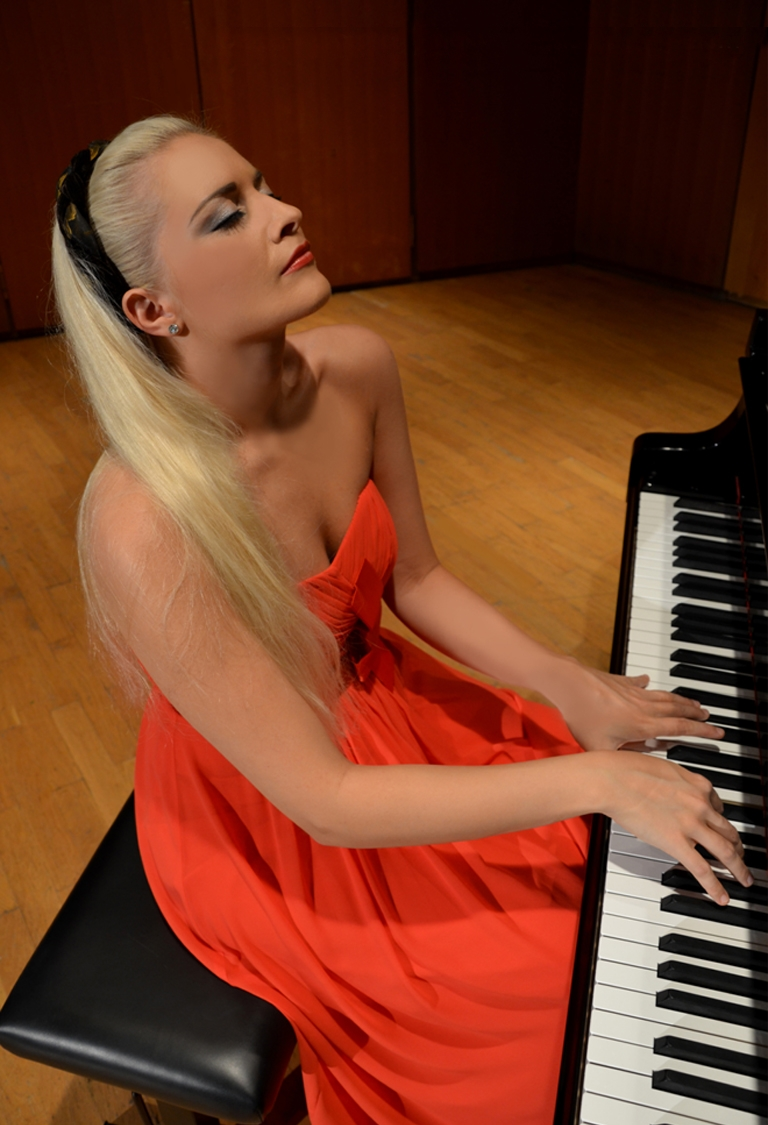
Valentina Babor

- 7 janvier : Lahav Shani, chef d'orchestre et pianiste israélien.
- 20 janvier : Linda Leimane, compositrice lettone.
- 28 mars : Marina Di Giorno, pianiste française.
- 17 mai : Alexandra Soumm, violoniste française.
- 8 juillet : Valentina Babor, pianiste allemande.
- 17 juillet : Charles Richard-Hamelin, pianiste canadien.
- 18 août : François-Xavier Poizat, pianiste français.
- 31 août : Seiya Ueno, flûtiste japonais.
- 5 décembre : Ioulia Lejneva, soprano russe.
- 13 décembre : Bomsori Kim, violoniste sud-coréenne.

### Date indéterminée
- David Cassan, organiste français[1].
- Sara Blanch Freixes, soprano catalane.
- Serge Kakudji, chanteur lyrique, contre-ténor.
- Cécile Lartigau, ondiste et musicologue française.
- Nicholas McCarthy, pianiste britannique.
- Giedrė Šlekytė, cheffe d'orchestre lituanienne.
- Philippe Tondre, hautboïste français.

## Décès

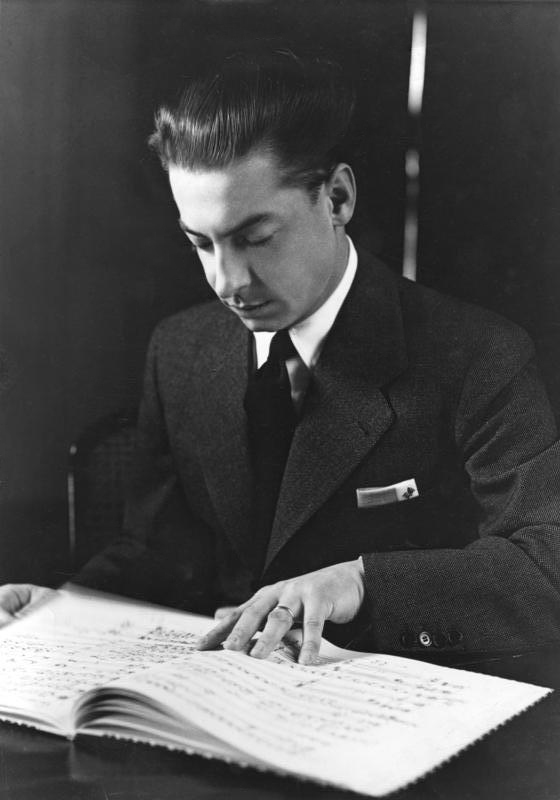
Herbert von Karajan

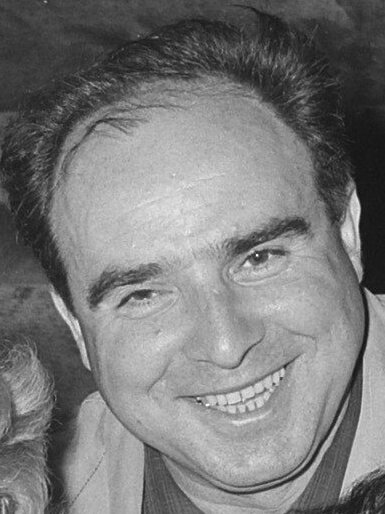
Václav Kašlík

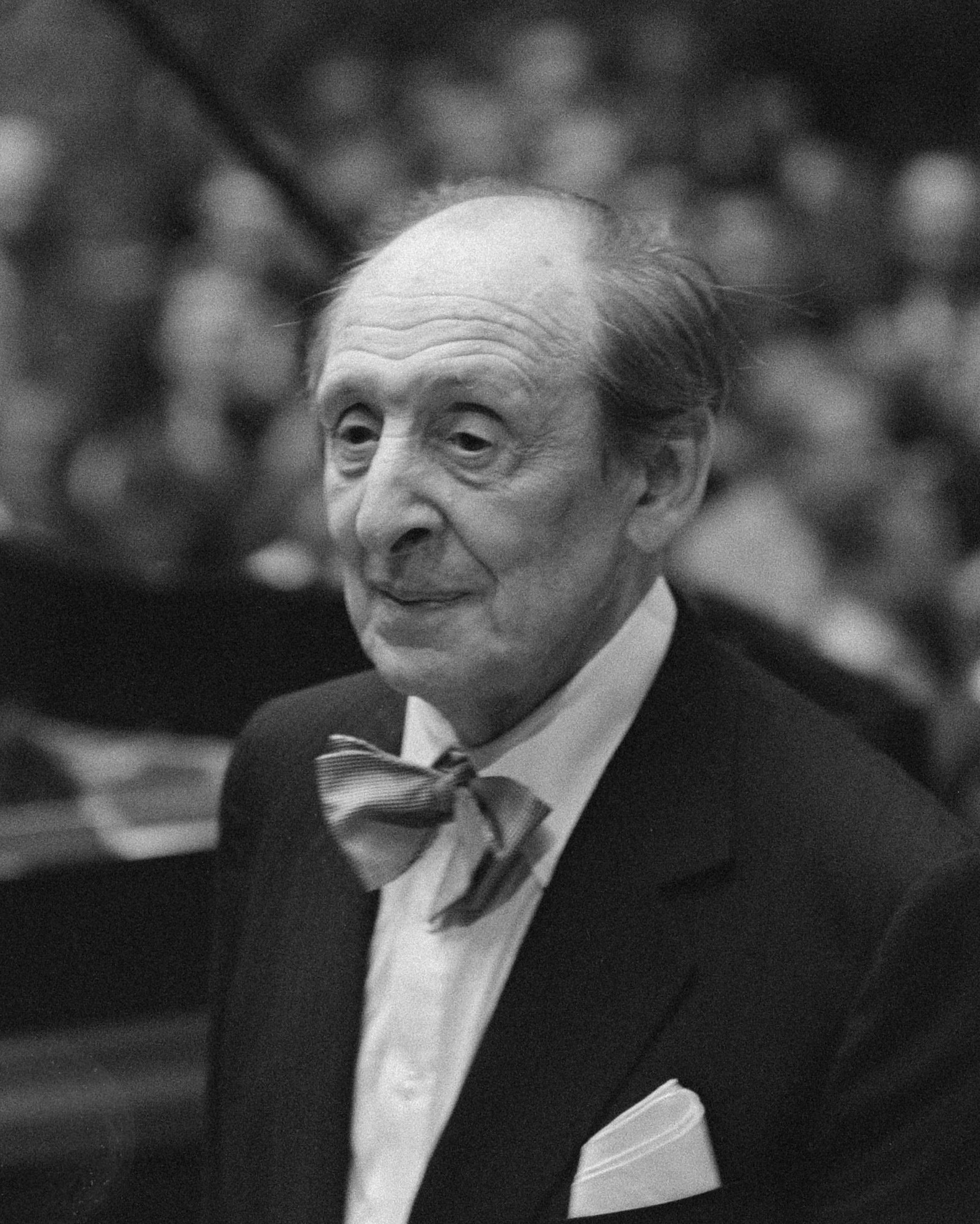
Vladimir Horowitz

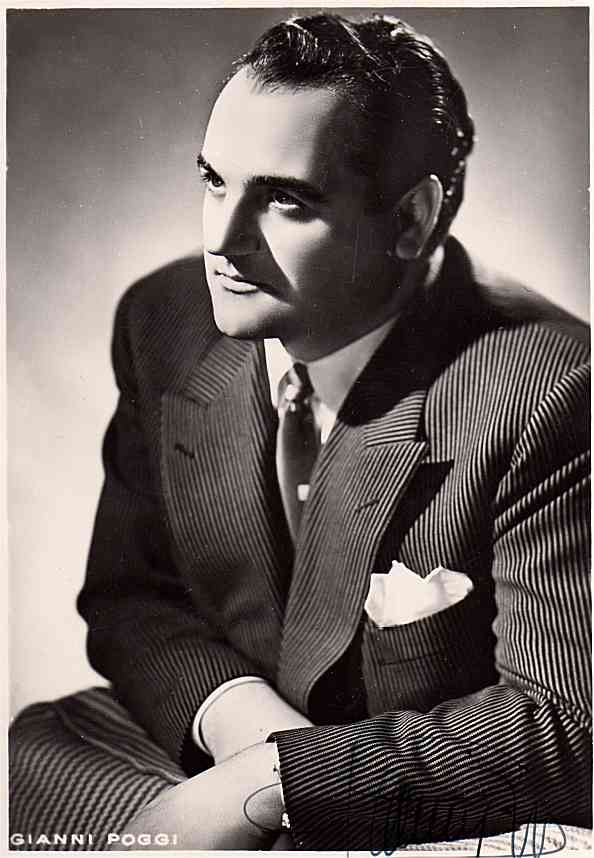
Gianni Poggi

- 15 janvier : Günther Reich, baryton allemand (° 22 novembre 1921).
- 31 janvier : Yasushi Akutagawa, compositeur et chef d'orchestre japonais (° 12 juillet 1925).
- 20 février : Erika Köth, soprano colorature allemande (° 15 septembre 1927).
- 21 février : Otar Taktakichvili, compositeur, pédagogue et chef d'orchestre géorgien (° 27 juillet 1924).
- 24 mars : Nanine Bassot, compositrice française (° 5 décembre 1901).
- 27 mars : Cláudio Santoro, compositeur, chef d'orchestre, violoniste et pédagogue brésilien (° 23 novembre 1919).
- 12 avril : Georges Sébastian, chef d'orchestre hongrois naturalisé français († 17 août 1903).
- 18 avril : Julia Smith, pianiste et compositrice américaine (° 25 janvier 1905).
- 29 avril : Else Schøtt, soprano danoise (° 24 mars 1895).
- 29 mai : Giuseppe Patanè, chef d'orchestre italien (° 1er janvier 1932).
- 30 mai : Zinka Milanov, cantatrice croate (° 17 mai 1906).
- 2 juin : Guido Agosti, pianiste italien (° 11 août 1901).
- 4 juin : Václav Kašlík, chef d'orchestre tchèque (° 28 septembre 1917).
- 13 juin : Scott Ross, organiste et claveciniste américain (° 1er mars 1951).
- 17 juin : Hubert Bédard, claveciniste, organiste, restaurateur et facteur de clavecins québécois (° 28 décembre 1933).
- 21 juin : Paul Doktor, altiste américain (° 28 mars 1919).
- 22 juin :
  - Anton Dermota, ténor yougoslave (° 4 juin 1910).
  - Henri Sauguet, compositeur français (° 18 mai 1901).
- 5 juillet : Ernesto Halffter, compositeur et chef d'orchestre espagnol (° 16 janvier 1905).
- 16 juillet :
  - Denise Bidal, pianiste et enseignante vaudoise (° 4 septembre 1912).
  - Herbert von Karajan, chef d'orchestre autrichien (° 5 avril 1908).
- 22 juillet : Martti Talvela, basse finlandaise (° 4 février 1935).
- 1er août : John Ogdon, pianiste et compositeur anglais (° 27 janvier 1937).
- 2 août : Marcel Stern, compositeur et violoniste français (° 4 octobre 1909).
- 3 août : Antonia Brico, chef d'orchestre et pianiste américain (° 26 juin 1902).
- 7 août : Federico Mompellio, musicologue et compositeur italien (° 9 septembre 1908).
- 2 septembre : Marcel Darrieux, violoniste français (° 18 octobre 1891).
- 15 septembre : Jan DeGaetani, mezzo-soprano américaine (° 10 juillet 1933).
- 16 septembre : Rose Thisse-Derouette, compositrice, chef d'orchestre, musicologue et folkloriste belge (° 20 juillet 1902).
- 26 septembre : György Lehel, chef d'orchestre hongrois (° 10 février 1926).
- 30 septembre : Virgil Thomson, compositeur américain (° 25 novembre 1896).
- 1er octobre : Witold Rowicki, chef d'orchestre polonais (° 26 février 1914).
- 17 octobre : Morteza Hannaneh, chef d'orchestre, compositeur et trompettiste iranien (° 1er mars 1923).
- 23 octobre : Ida Vivado, compositrice chilienne (° 30 août 1908).
- 31 octobre : Conrad Beck, compositeur suisse (° 16 juin 1901).
- 5 novembre : Vladimir Horowitz, pianiste américain d'origine ukrainienne (° 1er octobre 1903).
- 13 novembre : Arthur Hutchings, musicologue, compositeur et professeur de musique anglais (° 14 juillet 1906).
- 2 décembre : Christiane Castelli, cantatrice française (° 19 août 1922).
- 5 décembre : John Pritchard, chef d'orchestre britannique (° 5 février 1921).
- 10 décembre : Paul Collaer, professeur de chimie, musicologue, pianiste et chef d'orchestre belge (° 8 juin 1891).
- 12 décembre : Nini Bulterijs, compositrice belge (° 20 novembre 1929).
- 16 décembre : Gianni Poggi, ténor italien (° 4 octobre 1921).
- 20 décembre : Kurt Böhme, chanteur d'opéra allemand (° 5 mai 1908).
- 21 décembre : Ján Cikker, compositeur slovaque (° 29 juillet 1911).
- 23 décembre : Jeff Alexander, compositeur, chef d'orchestre, pianiste, orchestrateur et arrangeur américain (° 2 juillet 1910]).
- 25 décembre : 
  - Jean-Étienne Marie, compositeur français (° 22 novembre 1917).
  - Gueorgui Mouchel, compositeur russe  (° 29 juillet 1909).
- 26 décembre : Lennox Berkeley, compositeur britannique (° 12 mai 1903).